# Elisabeth von Kiew

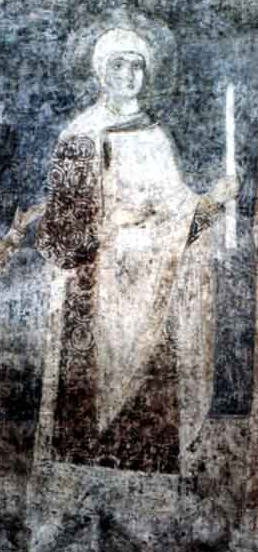
Elisabeth von Kiew

Elisabeth von Kiew (altnordisch Ellisif; russisch Елизавета Ярославна; ukrainisch Єлизавета Ярославна; * 1025; † nach 1066) war eine Prinzessin der Kiewer Rus und die Ehefrau des norwegischen Königs Harald III. Hardråde.

## Leben
Elisabeth war eine Tochter des Großfürsten Jaroslaw I. von Kiew und dessen Gemahlin Ingegerd. Im Jahr 1035 hielt Harald Hardråde, der zu dieser Zeit am Hof von Jaroslaw I. in Nowgorod diente, um die Hand von dessen Tochter Elisabeth an. Jaroslaw lehnte die Heirat ab. Darauf zog Harald ins Byzantinische Reich, um dort Reichtum und Ruhm zu verdienen.
Acht Jahre später begab er sich auf den Weg zurück. Laut dem Skalden Snorri Sturluson und der Saga Morkinskinna schrieb Harald zu dieser Zeit einige Gedichte, in denen er Elisabeth anpries. Bei seiner Rückkehr erlaubte Jaroslaw schließlich Haralds Heirat mit Elisabeth.
Für Jaroslaw war Elisabeths Heirat mit Harald bedeutsam, da sie das enge Verwandtschaftsverhältnis zwischen den Kiewer Rus und der norwegischen Königsfamilie fortsetzte und Jaroslaw somit höhere Chancen darauf hatte, die Herrschaft über einen Teil Norwegens zu erlangen. Auch für Harald war die Heirat mit Elisabeth wichtig, weil dadurch sein Anspruch auf den norwegischen Thron gestärkt wurde.
Harald zeugte mit Elisabeth zwei Töchter: Ingegerd von Norwegen und Maria Haraldsdatter.
1066 begleiteten vielleicht Elisabeth und ihre Töchter Harald auf seinem Eroberungsfeldzug ins Königreich England. Er ließ sie auf Orkney an Land gehen und reiste danach ohne sie weiter zum Festland. Nach Haralds Tod am 25. September ist Elisabeth nicht mehr in das Reich der Kiewer Rus zurückgekehrt und soll einen dänischen Herrscher geheiratet haben.